# KRS-One
Lawrence Krisna Parker (n. 20 august 1965), mai bine cunoscut după numele sale de scenă KRS-One (un acronim pentru Knowledge Reigns Supreme Over Nearly Everyone, de asemenea, K, R și S sunt litere atât de la numele său mijlociu cât și de la numele zeului hindus, Krishna) și Teacha, este un rapper american din The Bronx, New York City. La BET Awards 2008, KRS-One a primit Premiul pentru întreaga carieră pentru munca și efortul depus în Stop the Violence Movement, precum și pentru pionieratul în muzica și cultura hip hop. KRS-One este, de asemenea, un susținător al vegetarianismului.

## Legături externe
- KRS-One pe MySpace
- KRS-One la RollingStone